# Colloredové
Colloredové (později Colloredové z Wallsee a Colloredo-Mansfeldové) jsou starý italsko-rakouský rod. Do českých zemí přišli během třicetileté války. Svůj původ odvozují od rodu pánů z Waldsee.

## Historie

### Colloredo-Waldsee

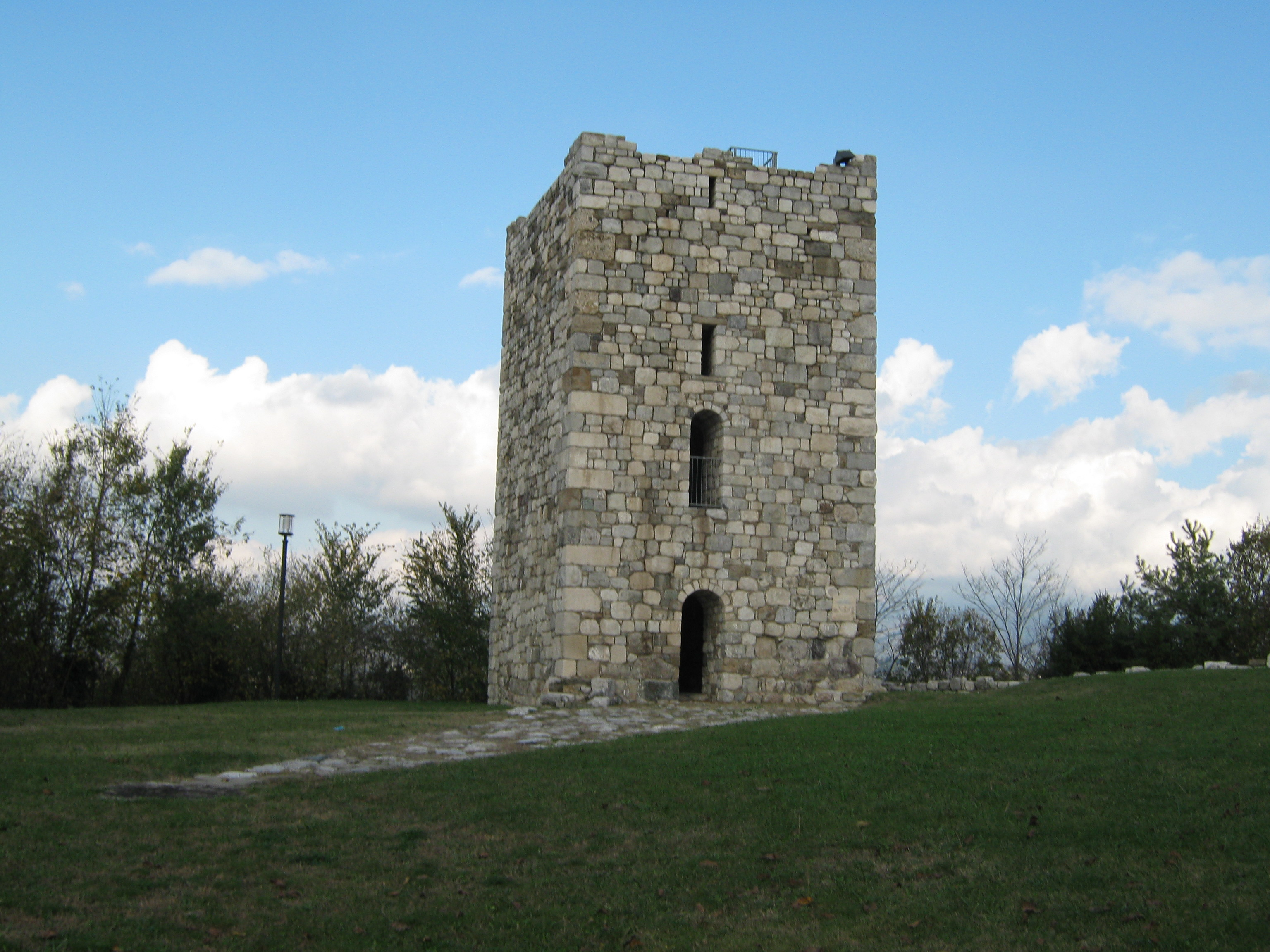
Hradní věž bývalého hradu Mels u Colloredo di Monte Albano (Torre del Castello di Mels)

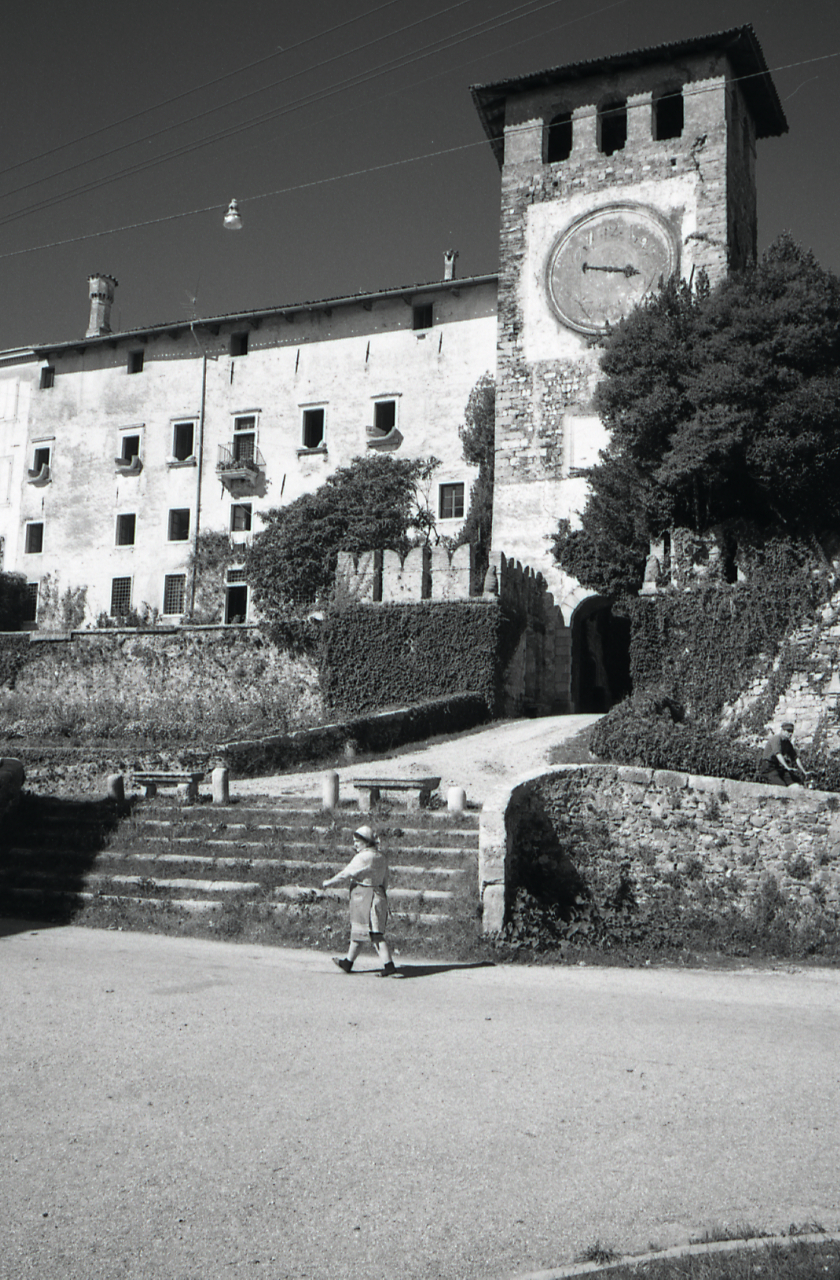
Zámek Colloredo v centru městečka Colloredo di Monte Albano (r. 1967)

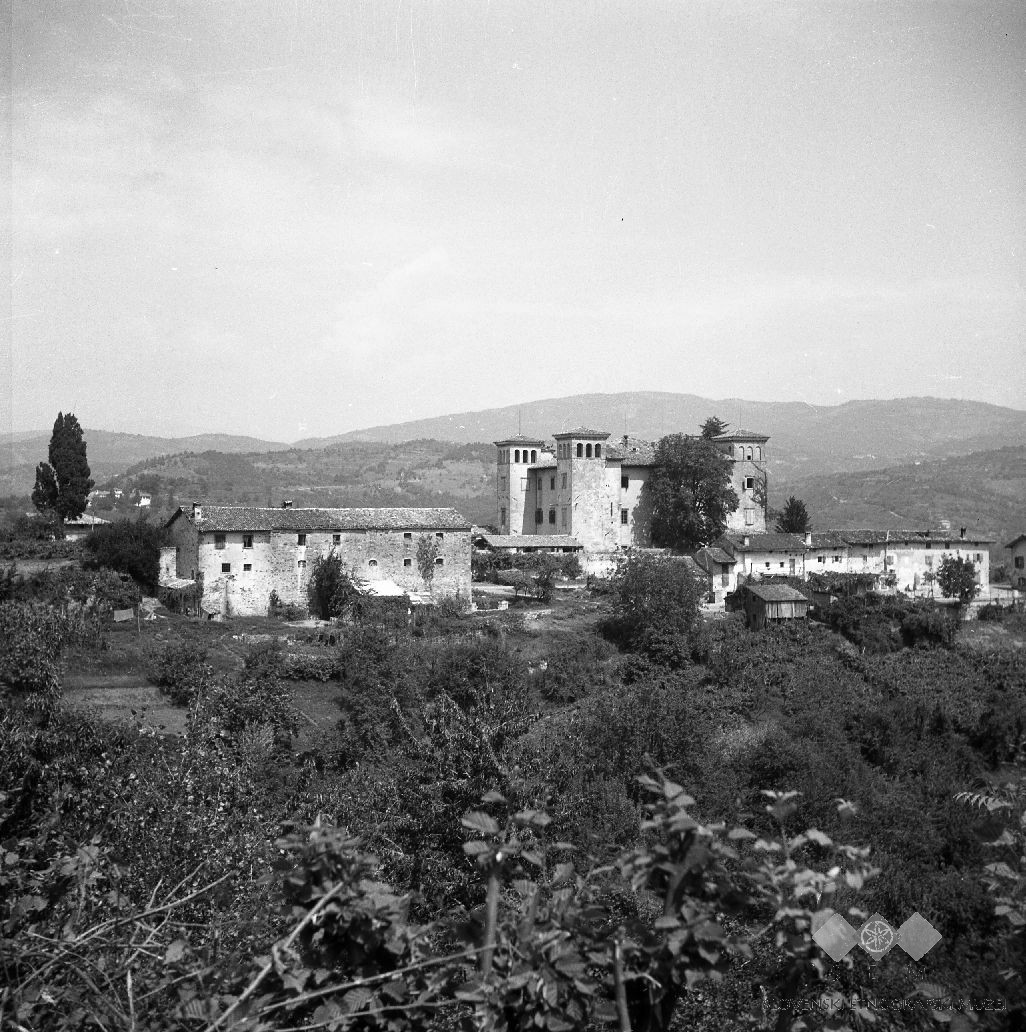
Zámek Dobra (německy Schönfeld, slovinsky Dobrovo, nyní součást (občiny Brda)

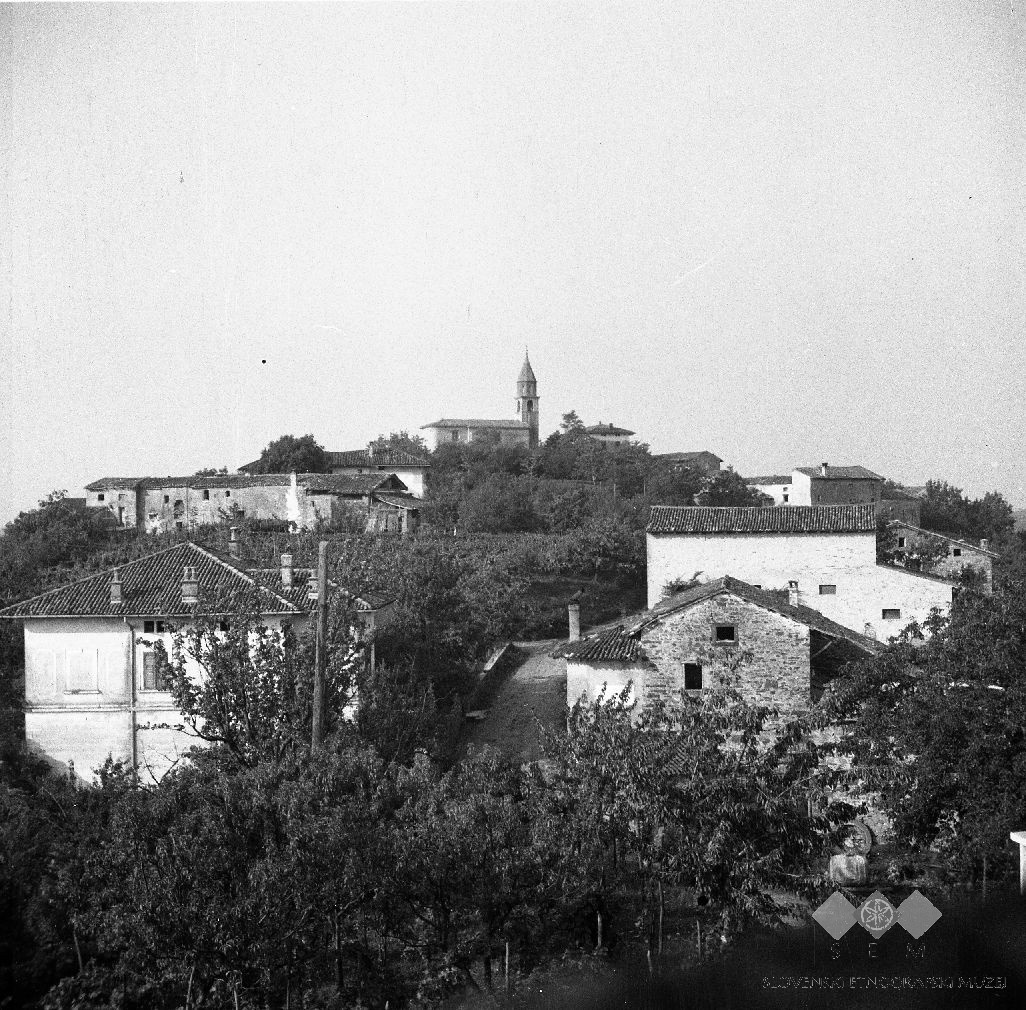
Pohled na ves Fojana (německy Bertoldsdorf, italsky Fleana, nyní součást občiny Brda) s kostelem sv. Floriána

Nejstarším známým předkem budoucího rodu Colloredů byl Albanus z Waldsee, družiník císaře Oty I., s kterým v roce 962 táhl do Itálie. Jeho synové Liebhard (Heliabordus / Liabordo) a Jindřich (Henricus / Heinrich) doprovázeli o několik let později římského krále Konráda II. při jeho cestě do Říma, kde byl v roce 1027 korunován papežem Janem XIX. císařem Svaté říše římské. Bratr Jindřich se vrátil s císařem do Německa, kde rodová větev pánů z Waldsee Reinprechtem a jeho dcerou Barborou (provdanou von Schaumburg) vymřela. Heliabordus zůstal v Itálii. V roce 1025 mu aquilejský patriarcha Poppo dal lénem místohrabství ve Furlansku s hradem Mels.
Glizojův syn Vilém z Waldsee a Melsu († 1303) prodal na počátku 14. století Venzone, a jelikož v té době nevlastnil žádné sídlo, které by jeho rodině poskytovalo bezpečí, požádal patriarchu Ottobuona de Razzi o svolení k výstavbě nového rodového sídla na panství Mels a to na výšině nedaleko vsi Colloreda. Povolení obdržel 14. prosince 1303 pod podmínkou, že nový hrad (gossitudinis Domini Guilelmi in Villa Colloreto Domum) bude lénem kostela v Aquileji (Basilica di Santa Maria Assunta). Ves byla pravděpodobně pojmenována podle tehdejšího okolního lískového porostu a lískového houští (latinsky Coryletum).
Název hradu Colloredo převedl Vilém také na svůj rod, aby jej odlišil od dosavadních větví se sídly na hradě Albana (Castello di Albana, nyní součást obce Prepotto) a hradě Prodolone (Castello di Prodolone), (nyní součást obce San Vito al Tagliamento). Následně pak existovaly tři rodové větve: Mels-Albana, Mels-Prodolone a Mels-Colloredo.

### Asquinova větev Colloredů
Asquino I., prvorozený syn Viléma (Guglielmo) visconta z Melsu a pána z Venzone a Colloreda, se oženil s Amorosou, dcerou Asquina z Varmo (Vildivar) a Persu. Z manželství pošli 4 synové, z kterých zanechal potomstvo jen Nicolaus (r. 1385) a to syny: 1. Heinricha, 2. Johanna, 3. Adalricha a 4. Asquina II; Johann zemřel bezdětný, Heinrich měl syna Otu († bez potomků) a Wilhelma (Viléma) II., jehož syny byli Heinrich II. a Anton († bez potomků); Adalrichovým synem byl Nicolaus III., jehož syny byli Pantaleone II. (bezdětný) a Asquino II., který po sobě zanechal syny: 1. Fiorina († svobodný); 2. Jakoba († svobodný); 3. Nicolause II., jenž měl syny Bertina a Aldigeria, přičemž Bertinův rod žil ještě po dvě generace, Aldigerio po sobě zanechal jen jednoho syna Anton II. († 1500 svobodný); 4. Johanna III., jehož potomstvo se během osmi generací rozrostlo do několika rodových větví a kolem roku 1700 Ludvíkem IV. vymřelo po meči. Ludvíkova dcera Maria Josepha Colloredo se provdala za Norberta Ernesta hraběte Liebsteinsky z Kolowrat; 5. Friedricha II., jehož potomstvo získalo statky jejich příbuzných pánů z Waldsee, šlechtické hodnosti, privilegia a zřídilo si sídlo v Rakousku a Čechách.
Z manželství Friedricha II. pošli synové: 1. Johann Baptist, jehož syn Vicardo zemřel bezdětný († 1568); 2. Ludwig, který měl dva syny: Thomase a Augustina (oba svobodné); 3. Johann III., jehož syn Anton IV. nezanechal potomky; 4. Friedrich III., který byl r. 1511 zavražděn (Savorgnan) a jehož syny byli: 1. Hieronymus I. († svobodný); 2. Johann V. († svobodný); 3. Mario, který byl r. 1586 hejtmanem Gemony (nyní Gemona del Friuli) a zanechal po sobě syny: 1. Hieronyma II.; 2. Livia; 3. Sillu; 4. Fulvia; 5. Friedricha IV.; 6. Lelia; 7. Ludvíka II. († 1598).
Tři ze synů Maria (Marzio) z Colloreda dosáhli na rakouském dvoře významného postavení: 1. Fridrich IV., komorník císaře Ferdinanda I. a vyslanec na anglickém dvoře královny Alžběty, jenž získal léno Dobra (Schönfeld, též Dobrovo) se vsí Flojanou (Bertoldsdorf, též Fojana, Fleana) a Cosarnem (nyní Kozarno); 2. Lelio, rytíř a komtur Maltézského řádu a kapitán kavalérie; 3. Ludvík II., ministr císaře Rudolfa II.; přičemž Ludvík II. a jeho bratr Lelio byli přijati do šlechtického stavu v hodnosti svobodných pánů na Gorizii (Görz) a uznáni se všemi privilegii potomky pánů z Waldsee. Císař Rudolf II. dne 19. března 1588 Fridrichovi, Leliovi a Ludvíkovi a všem ostatním členům z větve Asquina šlechtický stav potvrdil a dekretem z 31. července 1591 jim udělil dědičný titul říšských svobodných pánů (barona) s predikátem z Waldsee a potvrdil užívání tohoto rodového erbu.
Ludvík III. hrabě z Colloreda a Waldsee (1631–1693), syn Jeronýma IV. (1582–1638), se 20. srpna 1661 oženil s Marií Susannou Eleonorou hraběnkou z Zinzendorfu a Pottendorfu (1644–1704). Z manželství pošla jediná dcera Marie Josepha Antonie hraběnka z Colloreda a Waldsee (15. červenec 1672–1736 St. Pölten), jež se provdala za Leopolda Philippa knížete de Montecuccoli (1662–1698). Manželství zůstalo bezdětné.
Marie Josepha Antonie kněžna de Montecuccoli zdědila v roce 1673 po svém otci hraběti Ludvíku III. Colloredovi z Waldsee česká panství Dymokury a Smidary, dům ve Vídni a na předměstí zahradu. Po soudní při (1701–1704) musela část dědictví postoupit příbuznému Jeronýmovi IV. z Vicartovy větve. Fideikomisní panství Opočno a Počernice, dolnorakouské alodiální panství Staatz se dvorcem Siebenhirten (nyní část obce Mistelbach) a Velim (Föllim, nyní část obce Poysdorf) tak obdržel Jeroným IV. hrabě z Colloreda a Waldsee (1674–1726). Kamilovi IV. (1712–1797) z Bernardovy větve odkázala po otci zděděná léna Dobra (německy Schönfeld, italsky Dobra, slovinsky Dobrovo, nyní Občina Brda) a Floyana (německy Bertoldsdorf, italsky Fleana, slovinsky Fojana, nyní Občina Brda), která Kamil kvůli dluhům prodal bratrovi Karlovi Ludvíkovi.

### Vicartova větev Colloredů

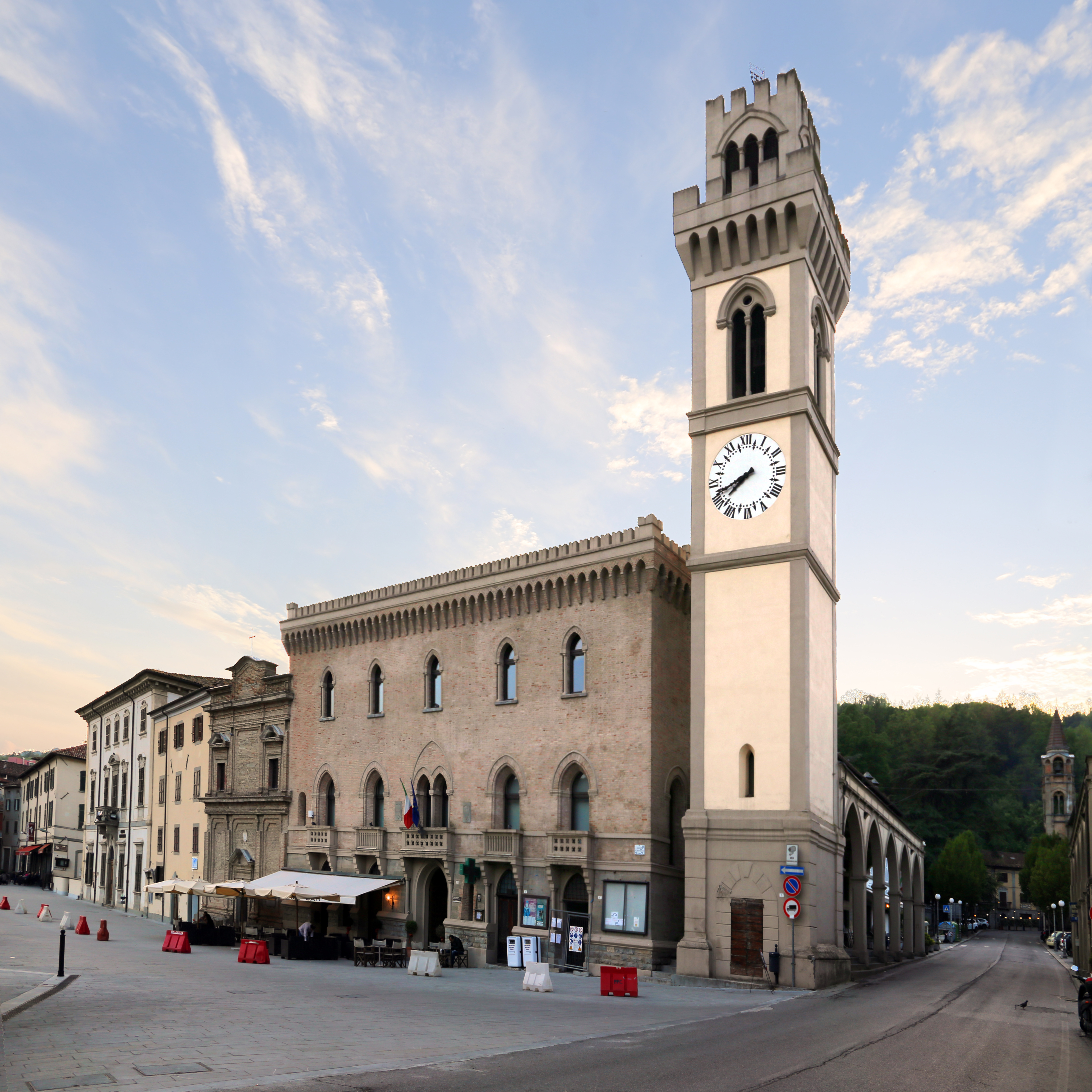
Santa Sofia s palácem, v držení Colloredů 1615–1794

Jeroným /Girolamo IV. Colloredo z Waldsee (1674–1726), syn Ferdinanda /Federica (1635–1689), přeložil sídlo své rodiny do Rakouska a Čech, v roce 1723 získal se svým bratrem Rudolfem (1676–1750) dědičný úřad nejvyššího zemského stolníka (jídlonoše) Českého království (Obersterbland-Truchsess des Königreiches Böhmen) a stal se zakladatelem knížecí linie Colloredo-Mansfeld. S chotí hraběnkou Janou Karolínou Kinskou (1675–1755) měl čtyři syny: Karla, rytíře a komtura Řádu německých rytířů, čestného majitele a plukovníka rakouského pěšího pluku, polního maršálka a zplnomocněného ministra v Rusku, Anglii a Flandrech; Filipa, klerika, jenž zemřel v 19 letech v Římě; Antona, velkopřevora v Čechách, vrchního majitele rakouského pěšího pluku a maršála císařovny Marie Terezie a Rudolfa Josefa I.
Rudolf Josef I., rytíř zlatého rouna, skutečný tajný rada a konferenční ministr, nejvyšší komoří, dědičný nejvyšší zemský stolník v Čechách a říšský vicekancléř byl 29. prosince 1763 povýšen do říšského knížecího stavu s titulem urozeného pána a 24. prosince 1764 mu byl knížecí titul udělen dědičně v primogenituře. S chotí Marií Gabrielou ze Starhembergu měl čtyři syny: Hieronyma, salcburského knížete-arcibiskupa, vicekancléře Svaté říše římské a vyslance u Svatého stolce; Josefa, rakouského polního maršála; Václava, komtura Řádu německých rytířů, rakouského polního maršála a ministr války; a Františka Gundakara, říšského vicekancléře a vrchního komisaře u Říšské soudní komory a který se oženil s hraběnkou Maria Isabellou z Mansfeldu.
- 12. květen 1623: císař Ferdinand II. udělil titul „Wohlgeboren“ (Vysokorodný) Leliovi, Jeronýmovi a Rudolfovi z Colloreda
- 10. května 1624: císař Ferdinand II. povýšil do hraběcího stavu Rudolfa a Jeronýma z Colloreda hrabata z Waldsee a pány z Dobry (Schönfeld /Dobrovo) a Flegny (Flojana/Bertoldsdorf)
- 12. července 1646: český inkolát pro hraběte Horáce II. z Colloreda (1568–1646)
- 20. března 1666: moravský inkolát v panském stavu pro Ludvíka III. z Colloreda hraběte z Waldsee († 1693)
- 14. září 1671: český inkolát pro Ferdinanda (1635–1689) a Mikuláše z Colloreda hraběte z Waldsee
- 7. prosince 1694: český inkolát pro hraběte Jeronýma IV. z Colloreda (1674 - 1726)
- 27. února 1711: udělení titulu urozený pán (Hochwohlgeboren) bratrům Jeronýmovi IV. (1674–1726) a Rudolfovi (1676–1750) hrabatům z a na Colloredu, svobodným pánům z Waldsee, Opočna, Tloskova (Floskau) a Stožce (Staatz)
- 27. května 1715: moravský inkolát v panském stavu pro Jeronýma IV. hraběte z a na Colloredu (1674–1726)
- 24. prosince 1763: udělení říšského knížecího stavu a titulu urozeného pána, knížecí stav dědičný v primogenituře pro Rudolfa Josefa I. hraběte zu Colloredo (1706–1788)[13]

Do Čech přišli v 17. století Rudolf s Jeronýmem a získali zde majetek i postavení mezi českou šlechtou. Jeroným bojoval po boku Valdštejnů v bitvě u Lützenu a po smrti generalissima Valdštejna ztratil Slezsko, za což byl potrestán, později však byl omilostněn. Zemřel při další prohrané bitvě přímo ve válečné vřavě roku 1638.
Velkopřevor maltézského řádu a zemský velitel císařského vojska v Čechách, Rudolf Colloredo (1585–1657), v roce 1648 ubránil Prahu před Švédy a po válce zde zůstal natrvalo.
V roce 1763 povýšil císař František I. Štěpán do říšského hraběcího stavu Rudolfa Josefa, který působil v císařské ministerské radě. Vrchní velitel benátského vojska, Jan Colloredo, bojoval ve třicetileté válce, padl na Krétě při bojích s Turky roku 1649.

### Colloredo-Mansfeldové

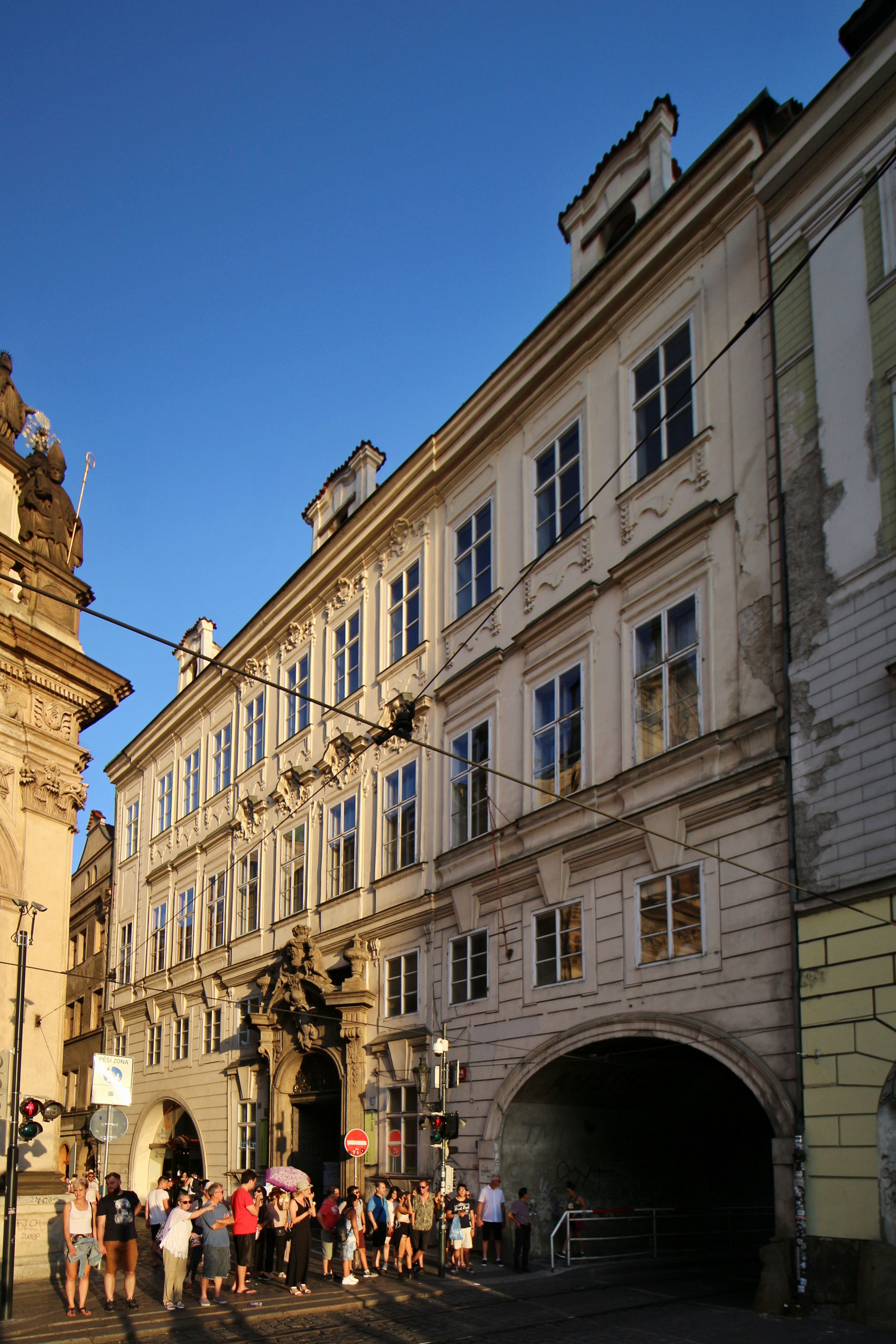
Colloredo-Mansfeldský palác v Praze

Antonín Theodor se roku 1760 stal maršálem a v letech 1777–1811 prvním olomouckým arcibiskupem. František de Paula Gundakar I. (1731–1807) si vzal Marii Izabelu, hraběnku Mansfeldovou, díky níž získal mimo jiné panství Dobříš, Obořiště a později ještě zdědil Nepomuk a Zelenou Horu. On i jeho potomci užívali jména Colloredo-Mansfeld.
Další příslušníci rodu převážně působili v armádě či ve státních službách. Jeroným Mansfeld (1842–1881) byl například rakousko-uherským politikem a předlitavským ministrem zemědělství.
Část rodiny se po roce 1918 vystěhovala do USA. Franz Ferdinand Colloredo-Mansfeld (1910–1944) se roku 1941 přihlásil jako dobrovolník do britské armády a roku 1944 padl jako stíhač RAF.
V září 1939 se Jeroným Colloredo-Mannsfeld (1870–1942) připojil k Národnostnímu prohlášení české šlechty, stejně jako jeho synové Josef (1910–1990), Jeroným (1912–1998) a Weikhard (1914–1946, ten se zúčastnil už první deklarace 17. září 1938). V roce 1942 byli všichni členové rodu, včetně těch žijících v zahraničí, prohlášeni za „nepřátele říše“ a veškerý jejich majetek v Čechách a Rakousku byl zabaven Německou říší.
Rodový majetek v Rakousku byl Colloredo-Mannsfeldům navrácen již v roce 1948, zatímco v České republice teprve po roce 1990, kdy v rámci restitucí získala rodina zpět část svého někdejšího majetku (zámky v Dobříši a ve Zbirohu a přibližně 20 000 ha lesů a rybníků), který jim byl již podruhé vyvlastněn při vysídlení německého obyvatelstva po druhé světové válce.

## Současnost a restituce

### Dobříš
Členové rodu v současnosti žijí převážně v zahraničí. Střídavě také v Česku žije Jerome Colloredo-Mannsfeld (* 1949), a sice právě na zámku v Dobříši, který rod získal v rámci restitucí v roce 1998 zpět do vlastnictví. Dobříšské pozemky byly vydány stejným dílem Jeromovi a jeho sestřenici Kristině, dceři Josefa Colloredo-Mansfelda († 1990) v roce 2006. V dobříšském zámku dnes sídlí dvě muzea a hotel s restaurací.

### Zbiroh
Rod uplatňoval restituční právo na zámek Zbiroh. Zámek byl Jeromovi Colloredo-Mansfeldovi vrácen již v roce 1990, ten jej však vzápětí prodal zpět českému státu.

### Opočno
O někdejší majetek opočenské větve rodu se vedou vleklé restituční spory. V roce 1991 byly Kristině Colloredo-Mansfeldové a jejímu bratranci Jeronýmovi v restituci vráceny lesy a nemovitosti s výjimkou opočenského zámku. Právě ten je od té doby předmětem restitučního sporu, který je veden ve dvou soudních procesech: jednak o zámek samotný, který skončil roku 2020 u Ústavního soudu a o rok později u Evropského soudu pro lidská práva, oba soudy rozhodly ve prospěch českého státu. Druhý proces, o mobiliář zámku Colloredo-Mansfeldové v roce 2023 vyhráli, ale stát se nejspíše odvolá. Dále roku 2000 bylo Colloredo-Mansfeldům navráceno 68 obrazů ze zámecké expoxice. 

## Příbuzní
Byli spojeni s Černíny z Chudenic, Auerspergy, Mansfeldy, Kolowraty, Collalty (et San Salvatore).

## Erb
Původní erb hrabat z Colloreda byl štít v jehož černém poli bylo stříbrné břevno, později na břevno přidali císařského orla. Jako knížata pozměnili svůj znak, který byl čtvrceným štítem s původním znakem uprostřed. Do jednotlivých částí umístili erby dalších rodů.
- Colloredo 1906
- Knížata Colloredo
- Colloredo-Mansfeld
- Colloredo-Mansfeld
- Colloredo-Mansfeld
- Palác Colloredo-Mansfeld

## Pravopis Mannsfeld a Mansfeld

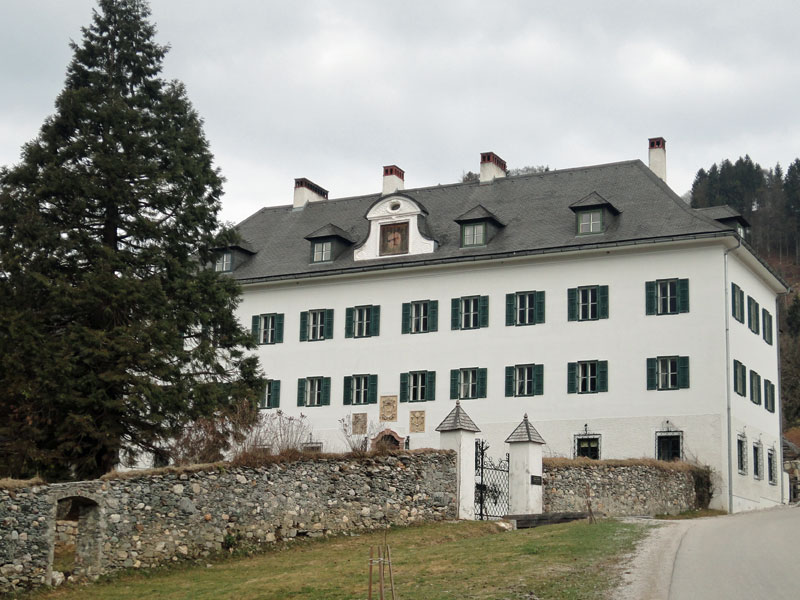
Zámek Gstatt v Rakousku

Rodina knížat a hrabat Mansfeldů, případně rodu Mansfeld-Fondi se původně psala s jedním n. U příležitosti sňatku Františka Gundakara Colloreda (1731–1807) s Marií Isabelou Mansfeldovou, poslední příslušnicí rodu, byla v roce 1789 vyhotovena listina o sjednocení jména Colloredo-Mannsfeld, v níž bylo jméno Mansfeld chybně uvedeno se dvěma n. Přestože se jednalo o zjevnou chybu, od té doby je jediná oficiální a správná verze Mannsfeld.
Existuje ovšem jedna výjimka. Josef III. (1910–1990) se s ohledem na historickou pravdu začal psát s jedním n a tak to také zanesl v emigraci do svých dokumentů. Proto se také jeho dcera Kristina, která se po rozvodu vrátila k dívčímu příjmení, píše Colloredo-Mansfeldová s jedním n. Kromě ní a jejích potomků se všichni členové rodu píší Colloredo-Mannsfeld.

## Význačné osobnosti rodu

### Linie Waldsee/Wallsee
- Ludvík z Colloreda
- Lelius z Colloreda, syn Ludvíka
- Jeroným z Colloreda (1582–1638), komoří a polní maršál-poručík, syn Ludvíka
- Rudolf z Colloreda (1585–1657), polní maršál a velkopřevor řádu maltézských rytířů, syn Ludvíka
- Ludvík III. z Colloreda-Waldsee († 1693), polní důstojník, syn Jeronýma
- Jan Baptista II. z Colloreda (1598–1649), rakouský a benátský vojevůdce, polní maršál
- Jan Baptista z Colloreda († 1729), císařský vrchní dvorní maršálek (29. 8. 1726 – 12. 4. 1729)
- Kamil z Colloreda (1712–1797), zakladatel české větve rodu
- Jeroným z Colloreda (1674–1726), nejvyšší maršálek císařského dvora, habsburský guvernér v Miláně, moravský zemský hejtman, nejvyšší dvorský sudí Českého království
- Rudolf Josef I. z Colloreda (1706–1788), 1. kníže, říšský vicekancléř
- Jan Baptista František z Colloreda (1731–1815)
- František de Paula z Colloreda-Waldsee (1799–1859) rakouský diplomat, vnuk Jana Baptisty Františka

### Linie Waldsee-Mels
- Karel Ludvík z Colloreda (1698–1767), zakladatel mantovské větve rodu
- Karel Boromejský z Colloreda (1718–1789), zemský komtur Řádu německých rytířů ve Vídni
- Antonín Teodor z Colloreda (1726–1811), arcibiskup olomoucký
- Jeroným z Colloreda (1732–1812), kníže-biskup salcburský
- Josef z Colloreda (1735–1818), rakouský dvorský válečný rada
- František de Paula Karel z Colloreda (1736–1806), císařský ministr pro vnitřní záležitosti
- Václav Josef z Colloreda (1738–1822), rakouský polní maršál
- Filip z Colloreda-Melsu (1778–1864), místodržitel řádu maltézských rytířů

### Linie Man(n)sfeld
- František de Paula Gundakar I. z Colloreda-Mannsfeldu (1731–1807), 2. kníže, říšský vicekancléř, syn Rudolfa Josefa
- Rudolf Josef II. z Colloreda-Mannsfeldu (1772–1843), 3. kníže, skutečný první nejvyšší císařský hofmistr
- Jeroným VI. z Colloredo-Mansfeldu (1775–1822), polní podmaršálek (něm. Feldmarschall-Leutnant)
- Ferdinand z Colloredo-Mannsfeldu (1777–1848), rakouský politik a podnikatel
- František de Paula Gundakar II. z Colloreda-Mannsfeldu (1802–1852), 4. kníže, polní podmaršálek
- Josef I. František Jeroným z Colloredo-Mannsfeldu (1813–1895), 5. kníže, státník
- Jeroným VII. Ferdinand Rudolf Colloredo-Mannsfeld (1842–1881), politik, v letech 1875–1879 ministr zemědělství Předlitavska, později předák Strany ústavověrného velkostatku na Říšské radě
- Josef II. z Colloredo-Mannsfeldu (1866–1957), 6. kníže, c. k. rytmistr
- Hieronymus (Jeroným) VIII. Colloredo-Mannsfeld (1870–1942), námořní kapitán, doživotní ústřední ředitel všech colloredovských majetků v Československu
- Franz Ferdinand Colloredo-Mannsfeld (1910–1944), přihlásil se jako dobrovolník do britského letectva (RAF), kde působil jako stíhač
- Josef III. Colloredo-Mansfeld (1910–1990), 7. kníže, signatář Národnostního prohlášení české šlechty ze září 1939, majitel statku Opočno, otec Kristiny
- Hieronymus (Jeroným) IX. Colloredo-Mannsfeld (1912–1998), 8. kníže, signatář Národnostního prohlášení české šlechty ze září 1939, majitel statku Zbiroh
- Weikhard Colloredo-Mannsfeld (1914–1946), aktér a signatář Prohlášení české šlechty ze září 1938 a září 1939, majitel statku Dobříš
- Friedrich Colloredo-Mannsfeld (1917–1991), profesor literatury a historie
- Kristina Colloredo-Mansfeldová (* 1940), malířka, podnikatelka a žadatelka o restituci zámku Opočno
- Jerome (Hieronymus X.) Colloredo-Mannsfeld (* 1949), 9. kníže, podnikatel, jediný přímý mužský potomek české větve rodu

- Hrabě Rudolf z Colloreda (1585–1657)
- Jeroným Colloredo-Waldsee (1674-1726)
- Hrabě Jeroným z Colloreda (1732–1812), poslední kníže-biskup salcburský
- František de Paula Gundakar z Colloreda-Mannsfeldu (1731–1807)
- Kníže Josef Colloredo-Mansfeld (1813–1895)
- Hraběnka Colloredo-Mannsfeld, od Philipa Alexia de László, 1913